# Никола Нощев
Никола Нощев (Нощов, Нотчов) е български общественик, деец на Съюза на македонските емигрантски организации.

## Биография
Никола Нощев е роден в южномакедонския град Воден, тогава в Османската империя. Негови родственици са възрожденецът Христодул Нощев и общественикът Иван Нощев.
При избухването на Балканската война Никола Нощев е доброволец в Македоно-одринското опълчение и служи във Втора рота на Трета солунска дружина.
След войните за национално обединение се установява трайно в София. Участва като делегат от Воденското благотворително братство в обединителния конгрес на Македонската федеративна организация и Съюза на македонските емигрантски организации от януари 1923 година.
В следващите години е в ръководството на братството, а към 1938 година заема поста член на контролната комисия.